# Азат Шеренц
Азат Арменакович Шеренц (вірм. Ազատ Արմենակի Շերենց; 5 квітня 1913, Тифліс, Російська імперія — 25 грудня 1993, Єреван, Вірменія) — вірменський актор театру і кіно, Народний артист Вірменської РСР. Один із засновників вірменської кінематографічної комедії.
У 1931 році почав свою акторську діяльність в драматичному театрі імені Сундукяна в Єревані. У 1934—1937 роках навчався в Вірменської театральної студії в Москві. У 1937—1968 роках Шеренц грав на сцені драматичного театру Ленінакана. З 1968 року почав працювати на кіностудії «Арменфільм», де зіграв головні ролі в багатьох фільмах.
Помер 25 грудня 1993 року. Дізнавшись про смерть близького друга Шеренца, акторові Фрунзику Мкртчяну стало погано, він отримав інфаркт і через 4 дні 29 грудня 1993 року теж помер.

## Вибрана фільмографія
- 1969 — Ми і наші гори — Авак
- 1970 — Постріл на кордоні — порушник
- 1973 — Терпкий виноград — начальник залізничної станції
- 1973 — Хаос
- 1973 — Чоловіки — Вазген
- 1975 — Тут, на цьому перехресті — Мукуч
- 1976 — Моє серце у горах
- 1977 — Осіннє сонце — Андроник
- 1977 — Вклонися дню, що настав — Макарі
- 1978 — Аревік — гість
- 1980 — Ляпас — святий отець
- 1981 — Автомобіль на даху
- 1983 — Кочарі — Каро
- 1985 — Яблуневий сад — Саак
- 1988 — Обличчям до стіни